# S.T.S.
 For alternative betydninger, se STS. (Se også artikler, som begynder med STS)
S.T.S. er et østrigsk pop-rock band. Bandet består af Gert Steinbäcker, Günther Timischle og Schiffkowitz (hvis rigtige navn er Helmut Röhrling), der alle kommer fra den østrigske delstat Steiermark. De grundlagde bandet i 1978. De tre musikere spiller alle akustisk guitar, og synger sangenes refrain trestemmigt, mens solodelene af sangene som regel synges af komponisten selv. Musikstilen og instrumenteringen er inspireret af Crosby, Stills & Nash. S.T.S. har opnået 13 guldplader, 8 platin, 2 dobbeltplatin og 1 firdobbelt platin. Særligt bandets tro linje i forhold til deres musikalske stil har gjort dem elsket. Deres berømteste sange er "Fürstenfeld", "Da kummt die Sunn", "Großvater", "Gö, Du bleibst heut Nacht bei mir", "Wunder meiner Seligkeit", "Überdosis G'fühl" og "Irgendwann bleib i dann dort".

## Diskografi

### Studio-albums
- 1981: Gegenlicht
- 1984: Überdosis G'fühl
- 1985: Grenzenlos
- 1987: Augenblicke
- 1990: Jeder Tag Zählt
- 1992: Auf A Wort
- 1993: Rosegger
- 1995: Zeit
- 1998: Volle Kraft
- 2003: Herzverbunden (Nomineret til Amadeus Austrian Music Award)
- 2007: Neuer Morgen

### Live-albums
- 1988: Auf Tour
- 2000: Live

### Best-Of
- 1989: Gö, Du Bleibst …
- 1990: Glanzlichter
- 1996: Die Größten Hits Aus 15 Jahren
- 1998: Master Series
- 2002: Best Of

### DVD
- 2006: Herzverbunden

### Singles
- 1979: Matter Of Sex
- 1981: Da Kummt Die Sunn
- 1981: Fahr Aufs Land Mit Mir
- 1981: Angsthas
- 1981: Automaten Karl
- 1984: Fürstenfeld
- 1984: Überdosis G'fühl
- 1985: Irgendwann Bleib I Dann Dort
- 1985: Gö, Du Bleibst Heut Nacht Bei Mir
- 1986: Großvater
- 1987: Mach Die Aug'n Zu
- 1987: 'S Ganze Leben Fürn Rock'n'Roll
- 1990: Jeder Tag Zählt (Promo)
- 1990: Wieder A Sommer (Promo)
- 1992: So Net
- 1992: Kommt Die Zeit
- 1995: Wohin Die Reise (Promo)
- 1996: Zeig Mir Dein' Himmel
- 2007: Ende Nie (Promo)